# Pimenta-da-áfrica
A pimenta-da-áfrica (Xylopia aethiopica) é uma árvore que chega a medir até 30 metros, da família das anonáceas, nativa de regiões tropicais da África. Tal espécie de árvore possui folhas agudas, frutos de aroma semelhante ao gengibre e gosto picante, almiscarado, utilizado como condimento e medicamento, com sementes aromáticas e também picantes, utilizadas por sua vez como sucedâneas da pimenta-do-reino.
Também é conhecida pelos nomes de atarê, cabela (em Angola), cariva, jimpinda e ocanhebo. Apesar do nome comum "pimenta-da-áfrica" estas plantas possuem parentesco muito mais próximo com a gravioleira e a ateira do que com as plantas Piperáceas (a "família da pimenta").